# VieCuri
Het VieCuri Medisch Centrum is een Nederlands ziekenhuis in de Noord-Limburgse plaatsen Venlo en Venray. Het medisch centrum heeft 569 bedden, waarvan 481 op de locatie in Venlo en 88 op de locatie in Venray. Het ziekenhuis biedt werk aan ruim 3.000 medewerkers.
Het ziekenhuis in Venlo werd in 1984 aan de Maas gebouwd als St. Maartensgasthuis. Het kwam in de plaats van het verouderde St. Jozef Ziekenhuis  in Venlo én het verouderde St. Willibrord Ziekenhuis in het nabijgelegen Tegelen. Na een fusie met het St. Elisabeth Ziekenhuis, dat stamt uit 1970 in Venray, ging het gezamenlijke ziekenhuis VieCuri heten.

## Cijfers 2006
|                            | 2005    | 2006    |
| -------------------------- | ------- | ------- |
| Aantal bedden              | 569     | 569     |
| Totaal opgenomen patiënten | 21.040  | 21.509  |
| Verpleegdagen              | 122.579 | 123.664 |
| Gem. verpleegduur          | 6,2     | 5,9     |
| Polibezoeken               | 342.943 | 350.782 |
| Dagbehandelingen           | 17.078  | 19.793  |